# Санкт-Петербурзький національний дослідницький університет інформаційних технологій, механіки та оптики
Санкт-Петербурзький національний дослідницький університет інформаційних технологій, механіки та оптики, Університет ІТМО (рос. Санкт-Петербургский национальный исследовательский университет информационных технологий, механики и оптики) — державний вищий навчальний заклад Санкт-Петербурга, один з національних дослідницьких університетів Росії.

## Історія
26 березня 1900 року в Ремісничому училищі цесаревича Миколи було відкрито Механіко-оптичне й годинникове відділення — на той час єдине відділення в Російській імперії, де готували майстрів зазначеної галузі. Під час першого набору надійшло 65 заяв на 30 місць.
1917 року Механіко-оптичне й годинникове відділення виділилось у самостійний навчальний заклад — Петроградське технічне училище з механіко-оптичної й годинникової справи, завідувачем якого став Норберт Завадський. Основні класи того училища 1920 року були переформовані на Петроградський технікум точної механіки й оптики. Міський фінансовий відділ виділив для нового навчального закладу будівлю в Демидовому провулку (нині провулок Гривцова). Виробниче бюро технікуму виготовляло складні вироби точної механіки й оптики широкої номенклатури. 1931 року відбувся випуск перших в СРСР інженерів-приладобудівників.
1930 року технікум було переформовано на Ленінградський навчальний комбінат, а 1933 від нього відокремились Ленінградський інститут точної механіки й оптики — ЛІТМО, денний і вечірній технікум точної механіки й оптики, а також школи фабрично-заводського учеництва. Перша науково-дослідна лабораторія інституту була створена при кафедрі технологій оптичного скла.

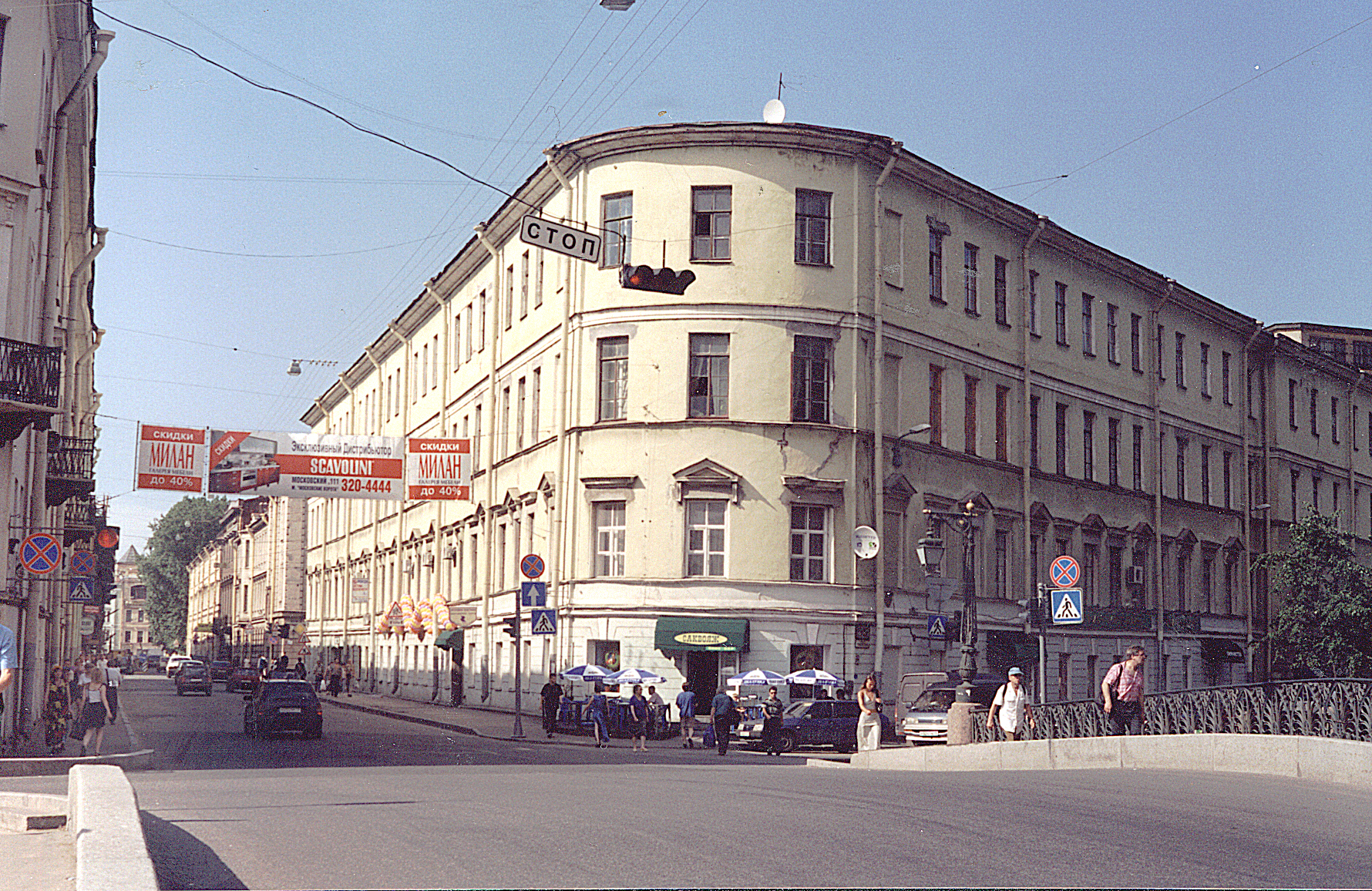
Перша будівля ЛІТМО, Демидів пров., 10. 2006 рік

1937 року в ЛІТМО відкрилась одна з перших в СРСР лабораторія рахунково-розв'язувальних приладів, що у подальшому була переформована в кафедру математичних і рахунково-розв'язувальних приладів і пристроїв. Вже до осені 1939 року кафедра стала однією з провідних в інституті та займалась розробкою електромеханічних обчислювальних пристроїв і приладів управління. До 1940 року в інституті числились понад 1400 студентів, працювали 27 професорів і докторів наук, 80 доцентів і кандидатів наук.
Після початку Німецько-радянської війни 189 студентів і 85 співробітників ЛІТМО пішли на фронт, а ще 450 осіб увійшли до складу народного ополчення. Навчання у виші під час війни тривало, й лише наприкінці 1942 року студенти й викладачі були евакуйовані до міста Черепаново Новосибірської області.
За часів блокади Ленінграда в ЛІТМО продовжувала працювати військово-ремонтна база Ленінградського фронту, створена в перші дні війни, де виготовлялись контрольно-вимірювальні прилади для армійських і флотських підрозділів. У той період в цехах інституту вдосконалювались оптичні приціли, ремонтувались артилерійські біноклі, гарматні панорами, зенітні візири, стереотруби, перископи, виточувались «стакани» для зенітних снарядів, деталі сухопутних і морських мін, приціли для літаків.
Після повного зняття блокади Ленінграду, 10 серпня 1944 року було підписано документ про реевакуацію, заняття було відновлено вже у жовтні того ж року.
Восени 1945 року в ЛІТМО було відкрито новий факультет — електроприладобудування, який невдовзі було реорганізовано на радіотехнічний. На факультеті з'явилась одна з перших в країні кафедра квантової радіоелектроніки, що зробила значний внесок до розробки радянських лазерів. У квітні 1946 року було відкрито інженерно-фізичний факультет. 1956 року на кафедрі рахунково-розв'язувальних приладів почалась розробка ЕОМ «ЛИТМО-1», яку було завершено 1958 року. Машина здійснювала інженерні розрахунки в двійковій системі, втім введення даних і виведення результатів здійснювалось у звичній десятковій формі.
У 1960-х роках відкрилась лабораторія лазерної технології. У 1970-х було зведено навчальний корпус на Саблинській вулиці, який нині є основною будівлею університету. У 1980-х роках у ЛІТМО було відкрито Інститут підвищення кваліфікації за новими напрямками розвитку техніки й технології, призначений для спеціалістів промисловості.
1992 року ЛІТМО став Санкт-Петербурзьким інститутом точної механіки й оптики. 1994 року інституту було надано статус університету. Того ж року було відкрито факультет комп'ютерних технологій та управління, найбільший у складі університету.
1994 року університет ініціював розробку мережі RUNNet — IP-мережі, що об'єднує всі значні науково-освітні центри. 1995 року було створено науковий центр «Комп'ютерна оптика».
2003 року виш було перейменовано на Санкт-Петербурзький державний університет інформаційних технологій, механіки та оптики.
У 2006—2008 роках у складі університету з'явились Академія методів і техніки управління, Інститут міжнародного бізнесу та права, а також Санкт-Петербурзький коледж морського приладобудування. 18 серпня 2011 року до складу ІТМО увійшов Санкт-Петербурзький державний університет низькотемпературних і харчових технологій як Інститут холоду й біотехнологій.
Від 1996 року університет очолює професор Володимир Васильєв.

## Сучасність
Станом на 2018 рік в університеті навчаються близько 16 тисяч студентів (у тому числі й іноземці). В освітньому процесі задіяні понад 1 000 викладачів.
Нині університет проводить навчання за програмами підготовки бакалаврів (4 роки), спеціалістів (5 років), магістрів (2 роки), аспірантів (3-4 роки).

### Структура
Факультети й інститути
- Мегафакультет комп'ютерних технологій та управління
  - Факультет систем управління й робототехніки
  - Факультет програмної інженерії та комп'ютерної техніки
  - Факультет безпеки інформаційних технологій
- Мегафакультет фотоніки
  - Факультет лазерної та світлової інженерії
  - Факультет фотоніки й оптоінформатики
  - Фізико-технічний факультет
- Мегафакультет трансляційних інформаційних технологій
  - Факультет інформаційних технологій і програмування
  - Факультет інфокомунікаційних технологій
  - Інститут трансляційної медицини
  - Інститут дизайну й урбаністики
  - Інститут фінансових кібертехнологій
- Мегафакультет біотехнологій і низькотемпературних систем
  - Факультет низькотемпературної енергетики
  - Факультет харчових біотехнологій та інженерії
  - Хімічно-біологічний кластер
- Факультет технологічного менеджменту й інновацій
- Факультет «Інститут міжнародного бізнесу та права»
- Факультет методів і техніки управління «Академія ЛІМТУ»
- Інститут міжнародного розвитку й партнерства
- Факультет підвищення кваліфікації викладачів
- Факультет підготовки кадрів вищої кваліфікації
- Факультет середньої професійної освіти

У складі університету також діють бібліотека, фонди якої налічують понад 2,5 мільйони одиниць, і три музеї: Історії інституту ІТМО, оптики, Інституту холоду та біотехнологій.